# Haviva Reik
Haviva Reik (llamada alternativamente Haviva Reick, Havivah Reich, o Chaviva Reich) (1914–1944) fue una paracaidista militar eslovaca de los más de 30 paracaidistas enviados por la Agencia Judía y la Dirección de Operaciones Especiales de Gran Bretaña (SOE) a misiones militares en la Europa ocupada por los nazis. Reik fue a Eslovaquia a fines del año 1944 y trabajó con judíos locales para organizar la resistencia contra la ocupación alemana allí.  Estableció un campamento para prisioneros rusos de guerra que habían huido, y ayudó a organizar una unidad de resistencia judía. Los alemanes organizaron fuerzas para derrotar a la resistencia judía, y Reik y los otros paracaidistas huyeron, acompañados de aproximadamente 40 judíos locales a las montañas. Sin embargo, en noviembre de 1944, Reik y los otros paracaidistas fueron capturados, ejecutados, y enterrados en una fosa común.

## Biografía
Reik nació el 22 de junio de 1914 como Marta Reik en el pueblo eslovaco de Nadabula (hoy en día parte de Rožňava), y se crio en Banská Bystrica en los Montes Cárpatos. Se unió al movimiento juvenil de izquierda secular Hashomer Hatzair cuando vivía allá. En 1939 hizo aliá —emigró al Mandato Británico de Palestina— y se unió al kibutz Ma'anit y más adelante, se alistó en el Palmach, la fuerza de élite de la organización militar clandestina Haganah.
En 1942, el Departamento de Defensa de la Agencia Judía diseñó un plan para enviar a judíos de Palestina para actuar como agentes en territorios controlados por los nazis y trabajar con las comunidades judías.. El ejército británico necesitaba hablantes nativos de Europa Oriental y que estuviesen familiarizados con la región y su cultura. La Dirección de Operaciones Especiales británica (SOE) contactó al Palmach para ver si podían suministrar personas con las destrezas necesarias para operaciones especiales y con conocimiento previo de Europa Central y Oriental. La llamada fue abierta a mujeres y hombres por igual; Reik fue una de los aceptados. Se unió a la Women's Auxiliary Air Force (WAAF), sirviendo con la ficha de servicio N° 2992503 ACW.2, en la unidad "Ada Robinson". Luego se unió a la Dirección de Operaciones Especiales para recibir entrenamiento, que incluía paracaidismo. Fue ascendida a Sargento. Reik Estaba casada, pero eventualmente se separó; su nombre en sus documentos personales británicos aparecía como Martha Martinovich..

### Operación en Eslovaquia
La misión, que consistía en lanzarse en paracaídas en territorio controlado por los nazis, era altamente secreta y extremadamente peligrosa; antes de la operación, Reik le dijo a sus amigos que no estaba segura si regresaría..
Para los momentos en los que se planeaba la operación, se encontraba una revuelta en progreso en su nativa Eslovaquia contra el gobierno títere instalado por el Eje  del partido Hlinkova Slovenská Ľudová Strana (Partido Popular Eslovaco de Hlinka; HSLS). Centrada alrededor de la región de Banská Bystrica, la revuelta había empezado en la primavera de 1944, iniciada por el Partido Agrario Checoslovaco, parte del partido Democrático Social, el partido Comunista, sectores de los nacionalistas eslovacos, y oficiales del ejército. A finales de diciembre de 1943, estos grupos se habían alineado con el Consejo Nacional Eslovaco. La revuelta buscaba derrocar al gobierno colaboracionista y separar a Eslovaquia del Eje.

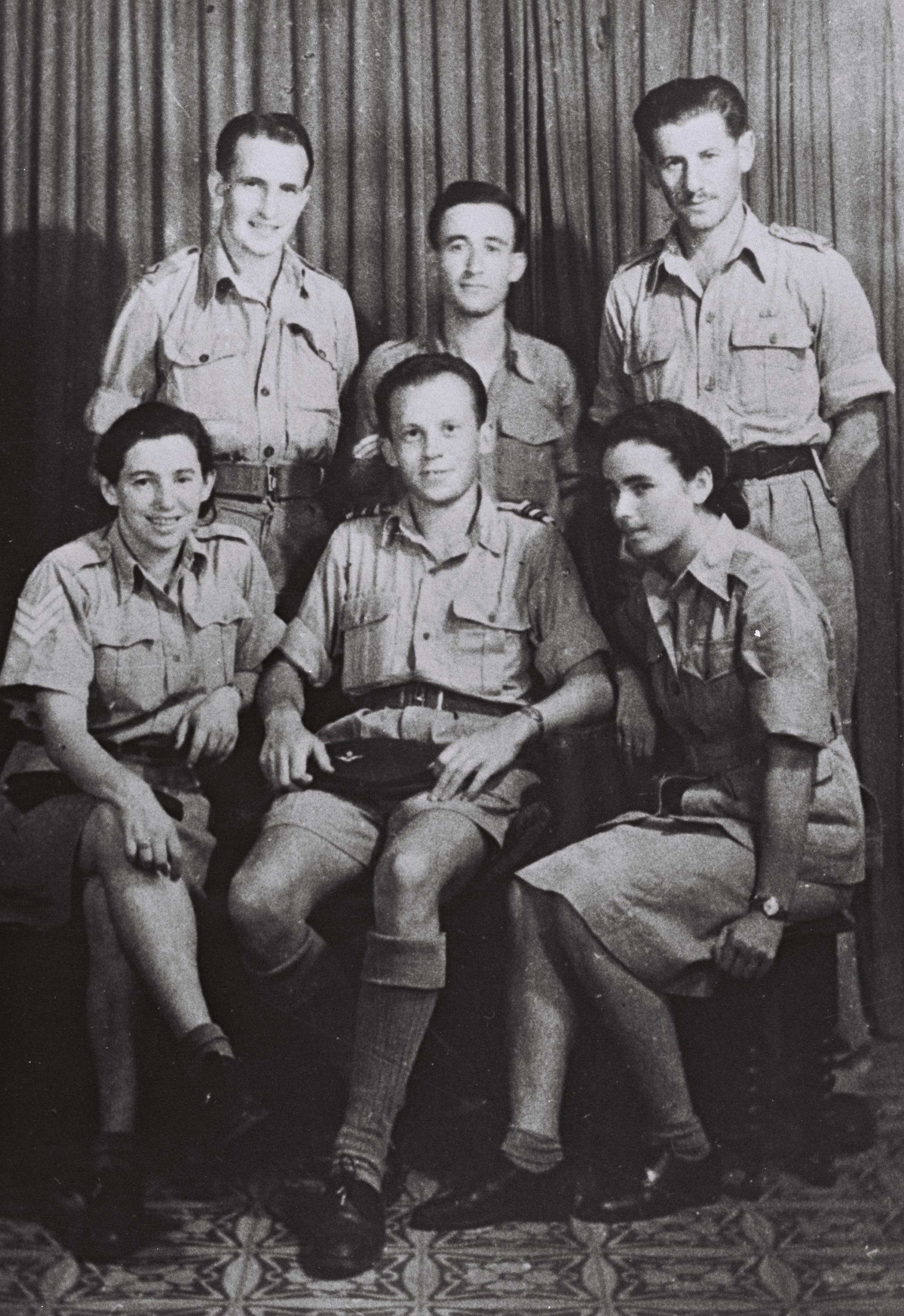
Reik con otros paracaidistas judíos; de derecha a la izquierda, fila superior: Reuven Dafni, Zadok Doron, Abba Berdichev.
Fila inferior: Sara Braverman, Arieh Fichman, Haviva Reik

Allí, existían células clandestinas judías en cada uno de los tres campamentos de trabajo forzado. A principios de 1944, se integraron a la revuelta eslovaca. Esta coincidió con los avances de las fuerzas de los Aliados, especialmente las del Ejército Rojo. Sin embargo, este se contuvo en sus avances, los partisanos avanzaron y el 28 de agosto de 1944, los nazis decidieron ocupar Eslovaquia y acabar con la revuelta.
Reik y los otros miembros de su grupo recibieron entrenamiento en paracaidismo en la Palestina Británica. La primera vez que se suponía debía saltar de un aeroplano, tenía una mano lesionada durante el entrenamiento previo, y sus entrenadores temían que Reik no se encontrase en condiciones de manejar correctamente el paracaídas; sin embargo, ella decidió seguir adelante y aterrizó sin ningún inconveniente.. Después de su formación, Reik y su grupo fueron transportados a El Cairo para aguardar su salida para la misión..
En la noche de 14 de septiembre de 1944, Rafi Reiss, Zvi Ben-Yaakov y Haim Hermesh se lanzaron en paracaídas hacia territorio eslovaco; el salto fue llamado "Operación Amsterdam". Reik había planeado unirse al salto pero las autoridades británicas rechazaron dejarla saltar — las fuerzas nazis tenían copias de las órdenes británicas de no permitir a soldadas cruzar líneas enemigas, así que pensaron que si era capturada, casi ciertamente sería ejecutada como espía, más que prisionera de guerra..  Haim Hermesh más tarde recordó que Reik irrumpió en lágrimas y dijo, "¿Qué será de mí?...¡Prometimos que nosotros cuatro nosotros iríamos juntos!."
Los tres paracaidistas variones aterrizaron sin incidentes y llegaron en unos cuantos días a Banská Bystrica —y se sorprendieron de encontrarse a Reik ya allí esperándolos, trabajando con los judíos locales..  Cuatro días después de que ellos habían saltado, Reik se había unido a un grupo de agentes norteamericanos y británicos que aterrizaba en Eslovaquia en la que se denominó Operación Leadburn.. Al final del mes, un quinto paracaidista, Abba Berdiczew, se les unió, trayendo equipamiento de radio-comunicaciones.
En Banská Bystrica, Haviva y los otros se dedicaron a actividades de apoyo y rescate. Reik ayudó a organizar varios grupos judíos en una resistencia, resolviendo disputas entre ellos y otorgando ayuda financiera y logística..  Ellos también ayudaban a salir a aquellos judíos que quisieran irse a la Palestina Británica. El grupo organizó un comedor social y centro comunitario para refugiados, y facilitó el escape de niños judíos a Hungría y de allí a Palestina. A través de sus conexiones con partisanos y grupos de resistencia,  ayudaron a rescatar aviadores aliados cuyos aviones habían sido derribados..

### Captura
Los alemanes organizaron números grandes de soldados para derrumbar la resistencia judía.. A finales de septiembre, el Obergruppenführer de las SS Gottlob Berger, comandante de jefe de las fuerzas alemanas, fue reemplazado por el Obergruppenführer del Höherer de las SS y el Polizeiführer de las SS, Hermann Hofle. Utilizaron tropas Waffen SS tropas ucranianas, entre ellos aparentemente a John (Ivan) Demjanjuk, para suprimir la rebelión. El 23 de octubre de 1944, los alemanes estaban avanzando, y el grupo de Reik decidió huir de Banská Bystrica hacia el pueblo de Pohronský Bukovec.
Haviva y los otros paracaidistas huyeron con aproximadamente 40 judíos de la zona y construyeron un campamento en las montañas-. Los alemanes invadieron el campamento, capturando a Reik, Reiss, y Ben-Yaakov..
Reik y Reiss fueron ejecutados el 20 de noviembre en el pueblo de Kremnička, cercano a Banská Bystrica. Fueron enterrados en una fosa común en el pueblo. Abba Berdiczew fue deportado al campo de concentración de Mauthausen-Gusen y posteriormente ejecutado. Haim Hermesh huyó, luchó con los partisanos y el Ejército Rojo, y más tarde regresó a Palestina.

## Conmemoración

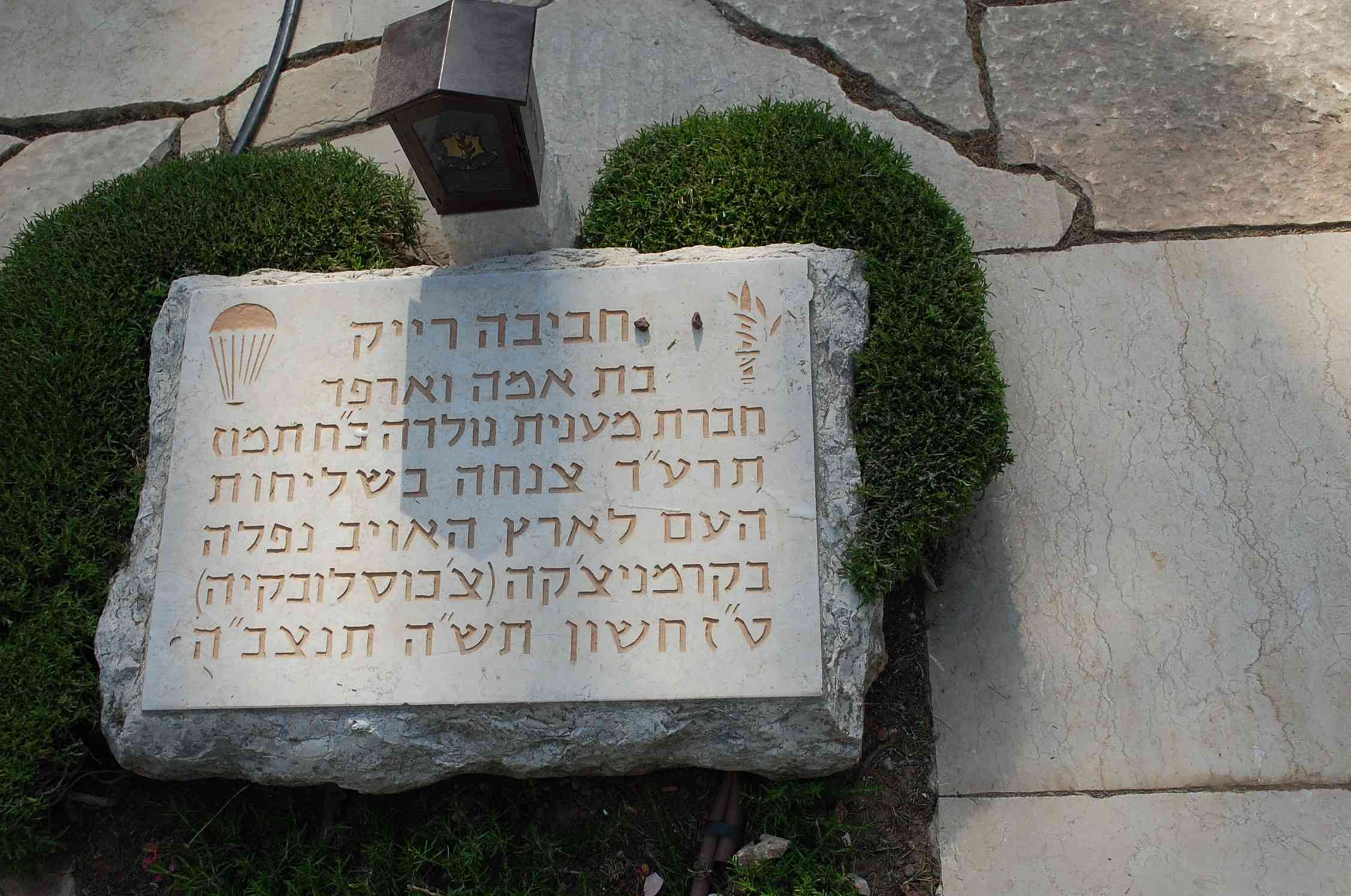
Láida de Haviva Reik

Después de la guerra, en septiembre de 1945, los cuerpos de Reik y Reiss fueron exhumados y enterrados en el Cementerio Militar de Praga. El 10 de septiembre de 1952, los restos de Haviva Reik fueron enterrados en el cementerio militar de Har Herzl en Jerusalén, junto con aquellos de Szenes y Reiss. El kibbutz Lahavot Haviva, el instituto Givat Haviva, un río pequeño, una flor de gerbera, un embalse de agua, un barco empleado en la Aliyá Bet, y numerosas calles en Israel llevan su nombre.